# Dyskografia Yeah Yeah Yeahs
Dyskografia Yeah Yeah Yeahs – zespołu powstałego w 2000 w Nowym Jorku, składa się z trzech albumów studyjnych, jednej kompilacji, trzech minialbumów, dwunastu singli, jedenastu teledysków oraz dwóch wideo.
Pierwszym wydawnictwem zespołu był minialbum Yeah Yeah Yeahs wydany w 2001, który osiągnął 1. miejsce na liście UK Indie Chart w 2003. Kolejny minialbum, Machine został wydany w 2002. Pochodzi z niego singel o takim samym tytule, który pojawił się na UK Singles Chart. Pierwszy studyjny album zespołu, Fever to Tell, został wydany w 2003 i osiągnął status złotej płyty w Stanach zjednoczonych. Ponadto uplasował się na 55. miejscu amerykańskiej listy Billboard 200 oraz na 13. miejscu listy brytyjskiej.
Drugi album Yeah Yeah Yeahs, Show Your Bones, został wydany w 2006, poprzedzając wydanie kolejnego minialbumu rok później, Is Is. Zespół wydał też DVD, Tell Me What Rockers to Swallow, które zawiera nagranie z koncertu oraz wszystkie teledyski wydane do 2004. Trzeci album grupy, It’s Blitz!, został wydany w 2009.

## Albumy studyjne
| Rok                                                     | Dane dot. albumu                                                       | Pozycje na listach przebojów | Pozycje na listach przebojów | Pozycje na listach przebojów | Pozycje na listach przebojów | Pozycje na listach przebojów | Pozycje na listach przebojów | Pozycje na listach przebojów | Pozycje na listach przebojów | Certyfikat                              |
| Rok                                                     | Dane dot. albumu                                                       | USA                          | AUS                          | AUT                          | FRA                          | IRE                          | NZL                          | NOR                          | GBR                          | Certyfikat                              |
| ------------------------------------------------------- | ---------------------------------------------------------------------- | ---------------------------- | ---------------------------- | ---------------------------- | ---------------------------- | ---------------------------- | ---------------------------- | ---------------------------- | ---------------------------- | --------------------------------------- |
| 2003                                                    | Fever to Tell - Data wydania: 29 kwietnia 2003 - Wytwórnia: Interscope | 55                           | 80                           | –                            | 70                           | 18                           | –                            | 39                           | 13                           | - USA: złota płyta - GBR: srebrna płyta |
| 2006                                                    | Show Your Bones - Data wydania: 27 marca 2006 - Wytwórnia: Interscope  | 11                           | 17                           | 54                           | 96                           | 17                           | –                            | –                            | 7                            |                                         |
| 2009                                                    | It’s Blitz! - Data Wydania: 9 marca 2009 - Wytwórnia: Interscope       | 22                           | 8                            | 61                           | 160                          | 10                           | 22                           | 12                           | 9                            | - AUS: złota płyta - GBR: srebrna płyta |
| 2013                                                    | Mosquito - Data Wydania: kwiecień 2013 - Wytwórnia: Interscope         | –                            | –                            | –                            | –                            | –                            | –                            | –                            | –                            |                                         |
| „–” oznacza, że album nie był notowany na danej liście. |                                                                        |                              |                              |                              |                              |                              |                              |                              |                              |                                         |

## Kompilacje
| Rok  | Dane dot. albumu                                                                         |
| ---- | ---------------------------------------------------------------------------------------- |
| 2009 | iTunes Originals – Yeah Yeah Yeahs - Data wydania: 20 października 2009 - Wytwórnia: DGC |

## EP
| Rok                                                     | Dane dot. albumu                                                               | Pozycje na listach przebojów | Pozycje na listach przebojów | Pozycje na listach przebojów | Pozycje na listach przebojów | Pozycje na listach przebojów | Pozycje na listach przebojów | Pozycje na listach przebojów | Pozycje na listach przebojów |
| Rok                                                     | Dane dot. albumu                                                               | USA                          | USA Ind.                     | CAN                          | DNK                          | MEX                          | SWE                          | GBR                          | GBR Indie                    |
| ------------------------------------------------------- | ------------------------------------------------------------------------------ | ---------------------------- | ---------------------------- | ---------------------------- | ---------------------------- | ---------------------------- | ---------------------------- | ---------------------------- | ---------------------------- |
| 2001                                                    | Yeah Yeah Yeahs - Data wydania: 9 lipca 2001 - Wytwórnia: Shifty, Touch and Go | –                            | –                            | –                            | 7                            | –                            | 56                           | –                            | 1                            |
| 2002                                                    | Machine - Data wydania: 5 listopada 2002 - Wytwórnia: Touch and Go             | –                            | –                            | –                            | –                            | –                            | –                            | 37                           | –                            |
| 2007                                                    | Is Is - Data wydania: 24 lipca 2007 - Wytwórnia: Interscope                    | 72                           | 7                            | 44                           | 5                            | 63                           | –                            | –                            | –                            |
| „–” oznacza, że album nie był notowany na danej liście. |                                                                                |                              |                              |                              |                              |                              |                              |                              |                              |

## Single
| Rok                                                      | Singel                | Pozycje na listach przebojów | Pozycje na listach przebojów | Pozycje na listach przebojów | Pozycje na listach przebojów | Pozycje na listach przebojów | Pozycje na listach przebojów | Pozycje na listach przebojów | Pozycje na listach przebojów | Pozycje na listach przebojów | Album           |
| Rok                                                      | Singel                | USA Singles Sales            | Modern Rock Tracks           | USA Dance                    | AUS                          | CAN                          | BEL (FLA)                    | BEL (WAL)                    | IRL                          | GBR                          | Album           |
| -------------------------------------------------------- | --------------------- | ---------------------------- | ---------------------------- | ---------------------------- | ---------------------------- | ---------------------------- | ---------------------------- | ---------------------------- | ---------------------------- | ---------------------------- | --------------- |
| 2002                                                     | „Machine”             | 13                           | –                            | –                            | –                            | –                            | –                            | –                            | –                            | 37                           | Machine         |
| 2003                                                     | „Date with the Night” | –                            | –                            | –                            | –                            | –                            | –                            | –                            | –                            | 16                           | Fever to Tell   |
| 2003                                                     | „Pin”                 | –                            | –                            | –                            | –                            | –                            | –                            | –                            | –                            | 29                           | Fever to Tell   |
| 2004                                                     | „Maps”                | 87                           | 9                            | –                            | –                            | –                            | –                            | –                            | –                            | 26                           | Fever to Tell   |
| 2004                                                     | „Y Control”           | –                            | –                            | –                            | –                            | –                            | –                            | –                            | –                            | 54                           | Fever to Tell   |
| 2006                                                     | „Gold Lion”           | 88                           | 14                           | –                            | –                            | 2                            | –                            | –                            | 37                           | 18                           | Show Your Bones |
| 2006                                                     | „Turn Into”           | –                            | –                            | –                            | –                            | –                            | –                            | –                            | 37                           | 53                           | Show Your Bones |
| 2006                                                     | „Cheated Hearts”      | –                            | –                            | –                            | –                            | –                            | –                            | –                            | –                            | –                            | Show Your Bones |
| 2007                                                     | „Down Boy”            | –                            | –                            | –                            | –                            | –                            | –                            | –                            | –                            | –                            | Is Is           |
| 2009                                                     | „Zero”                | 7                            | 18                           | 4                            | 88                           | –                            | –                            | –                            | –                            | 49                           | It’s Blitz!     |
| 2009                                                     | „Heads Will Roll”     | 5                            | –                            | 1                            | –                            | –                            | 1                            | 7                            | –                            | 98                           | It’s Blitz!     |
| 2010                                                     | „Skeletons”           | 15                           | –                            | –                            | –                            | –                            | –                            | –                            | –                            | –                            | It’s Blitz!     |
| „–” oznacza, że singel nie był notowany na danej liście. |                       |                              |                              |                              |                              |                              |                              |                              |                              |                              |                 |

## DVD
| Rok  | Dane dot. wydawnictwa                                                                                              |
| ---- | --- |
| 2004 | Tell Me What Rockers to Swallow - Data wydania: 19 października 2004 - Wytwórnia: Interscope - Format: DVD         |
| 2010 | Yeah Yeah Yeahs: Live from London - Data wydania: 27 lipca 2010 - Wytwórnia: DGC/Interscope - Format: iTunes Video |

## Teledyski
| Rok  | Tytuł                 | Reżyser                   |
| ---- | --------------------- | ------------------------- |
| 2003 | „Date with the Night” | Patrick Daughters         |
| 2003 | „Pin”                 | Tunde Adebimpe            |
| 2004 | „Maps”                | Patrick Daughters         |
| 2004 | „Y Control”           | Spike Jonze               |
| 2006 | „Gold Lion”           | Patrick Daughters         |
| 2006 | „Turn Into”           | Patrick Daughters         |
| 2006 | „Cheated Hearts”      | Marshmellow i inni        |
| 2007 | „Down Boy”            | K. K. Barrett Lance Bangs |
| 2009 | „Zero”                | Barney Clay               |
| 2009 | „Heads Will Roll”     | Richard Ayoade            |
| 2010 | „Skeletons”           | Barney Clay               |